# Corpataux-Magnedens
Corpataux-Magnedens est une ancienne commune suisse du canton de Fribourg, située dans le district de la Sarine.

## Histoire
L'ancienne commune de Corpataux-Magnedens a été fondée le 1er janvier 1999, à la suite de la fusion des anciennes communes de Corpataux et de Magnedens. Le 1er janvier 2016, elle fusionne avec Farvagny, Le Glèbe, Rossens et Vuisternens-en-Ogoz pour former la nouvelle commune de Gibloux.

## Géographie
Selon l'Office fédéral de la statistique, Corpataux-Magnedens mesure 437 ha. 18,1 % de cette superficie correspond à des surfaces d'habitat ou d'infrastructure, 55,7 % à des surfaces agricoles, 23,7 % à des surfaces boisées et 2,5 % à des surfaces improductives.

## Démographie
Selon l'Office fédéral de la statistique, Corpataux-Magnedens compte 1 313 habitants en 2022. Sa densité de population atteint 300 hab./km2.
Le graphique suivant résume l'évolution de la population de Corpataux-Magnedens entre 1850 et 2008 :